# Vassili Gordov
Vassili Nikolaïevich Gordov (en russe : Василий Николаевич Гордов) (30 décembre 1896 - 24 août 1950) était un officier supérieur soviétique.

## Biographie
Gordov servit durant la Première Guerre mondiale comme sous-officier supérieur à partir de 1915. Il entra dans la garde rouge en 1917 et termina la guerre civile à la tête d'un régiment.
Il suivit ensuite les cours de l'école supérieure d'infanterie de l'Armée rouge à Vystrel entre 1925 et 1927, puis à l'Académie militaire Frounzé, d'où il sortit diplômé en 1932. Il reçut alors le commandement d'un division, puis devint chef d'état-major du district militaire de Kalinine puis de la Volga de 1939 à 1940.
Il participa à la guerre d'Hiver contre la Finlande en tant que chef d'état-major de la 7e armée.

### Seconde Guerre mondiale
Pendant la Seconde Guerre mondiale, Gordov fut successivement chef d'état-major de juin à septembre 1941, commandant de la 21e Armée d'octobre 1941 à juillet 1942, commandant du front de Stalingrad du 23 juillet 1942 au 30 septembre 1942, commandant de la 33e Armée d'octobre 1942 à mars 1944, et enfin commandant de la 3e Armée de la garde d'avril 1944 à mai 1945.

### Après la guerre
Après la guerre Gordov fut nommé à la tête du district militaire de la Volga jusqu'à sa retraite, en novembre 1946.
Le 12 janvier 1947, Gordov fut arrêté pour participation à un complot contre le gouvernement soviétique et condamné à mort le 24 août 1950. La sentence fut exécutée le jour-même dans la prison de Lefortovo, à Moscou.
Gordov fut réhabilité le 11 avril 1956 et son nom figure sur un monument à la mémoire des victimes de la répression politique.
Nommé héros de l'Union soviétique le 6 avril 1945, Gordov fut deux fois titulaire de l'ordre de Lénine, trois fois de l'ordre du Drapeau rouge,  trois fois de l'ordre de Souvorov de première classe, de l'ordre de Koutouzov et de l'ordre de l'Étoile rouge pour ne citer que ses principales décorations.

## Récompenses et distinctions
- Héros de l'Union soviétique : 1945
- Ordre de Lénine : 1945
- Étoile d'or : 1945
- Ordre du Drapeau rouge : 1921, 1942, 1944
- Ordre de la Guerre patriotique de 2e classe : 1942
- Ordre de Souvorov de 1er classe : 1943, 1944, 1945
- Ordre de Koutouzov de 1er classe : 1943
- croix de guerre 1939-1945
- Ordre de l'Étoile rouge : 1941
- médaille pour la Défense de Moscou
- médaille pour la Défense de Stalingrad
- Médaille pour la victoire sur l'Allemagne